# Rusty Cundieff
George Arthur "Rusty" Cundieff (Pittsburgh, 13 de diciembre de 1960) es un cineasta y actor estadounidense, reconocido por su trabajo en Fear of a Black Hat (1993), Tales from the Hood (1995) y Chappelle's Show (2003-2006).

## Biografía
Cundieff nació en Pittsburgh, Pennsylvania, hijo de Christina y John A. Cundieff. Estudió periodismo en la Universidad Loyola Nueva Orleans y filosofía religiosa en la Universidad de Southern California. Allí se convirtió en miembro de Alpha Phi Alpha, una fraternidad afroamericana histórica.
Está casado con Trina Davis Cundieff, con quien tiene dos hijos: Simone Christina y Thelonious Jon Davis.

## Carrera
Tras graduarse de la USC en 1982, Cundieff realizó stand-up comedy en Los Ángeles mientras buscaba oportunidades en el mundo de la actuación. En 1985 logró un papel relevante como Theo Carver en el seriado Days of Our Lives. En 1988 interpretó el papel de Chucky en el largometraje de Spike Lee, School Daze. Cundieff cita su experiencia trabajando con Lee como la motivación definitiva para convertirse en cineasta.
Como director es reconocido principalmente por las películas Tales from the Hood, Fear of a Black Hat y Movie 43.

## Filmografía

### Actor
| Año  | Película                | Papel              | Notas               |
| ---- | ----------------------- | ------------------ | ------------------- |
| 1984 | Welcome to the Fun Zone | Presentador        | Telefilme           |
| 1986 | 3:15                    | M-16               |                     |
| 1987 | Hollywood Shuffle       | Actor de audición  |                     |
| 1988 | School Daze             | Big Brother Chucky |                     |
| 1992 | Eddie Presley           | Guardia            |                     |
| 1993 | Fear of a Black Hat     | Ice Cold           | Escritor y director |
| 1995 | Tales from the Hood     | Richard            | Escritor y director |
| 1997 | Sprung                  | Montel             | Escritor y director |
| 2003 | The Devon Taylor Show   | Ice Cold           | Telefilme           |
| 2018 | Tales from the Hood 2   | Reportero          | Escritor y director |

| Año  | Título                | Papel                                | Notas            |
| ---- | --------------------- | ------------------------------------ | ---------------- |
| 1985 | Days of Our Lives     | Theo Carver                          | Papel recurrente |
| 1985 | What's Happening Now! | J.B. Whitney                         | 1 episodio       |
| 1985 | MacGruder and Loud    | Perry                                | 1 episodio       |
| 1990 | thirtysomething       | Estudiante                           | 1 episodio       |
| 2003 | Chappelle's Show      | Ystur Feidnuc D.D.S. / Richard Pryor | 2 episodios      |

### Director
| Año       | Título                                                 | Notas        |
| --------- | ------------------------------------------------------ | ------------ |
| 1993      | Fear of a Black Hat                                    |              |
| 1995      | Tales from the Hood                                    |              |
| 1996      | Clueless                                               | 1 episodio   |
| 1997      | Sprung                                                 |              |
| 2000      | The New Adventures of Spin and Marty: Suspect Behavior | Telefilme    |
| 2005      | Bitch House                                            |              |
| 2006      | The Bernie Mac Show                                    | 1 episodio   |
| 2006      | So Notorious                                           | 1 episodio   |
| 2003-2006 | Chappelle's Show                                       | 25 episodios |
| 2006      | The Brandon T. Jackson Show                            | Telefilme    |
| 2006      | Campus Ladies                                          | 1 episodio   |
| 2007      | Human Giant                                            | 3 episodios  |
| 2008      | Somebodies                                             | 4 episodios  |
| 2008      | Chocolate News                                         | 12 episodios |
| 2009-2010 | The Wanda Sykes Show                                   | 21 episodios |
| 2013      | Movie 43                                               |              |
| 2013      | Second Generation Wayans                               | 3 episodios  |
| 2013      | The Devon Taylor Show                                  | Telefilme    |
| 2013      | The Hustle                                             | 2 episodes   |
| 2018      | Tales from the Hood 2                                  |              |
| 2020      | Tales from the Hood 3                                  |              |